# NGC 3239
NGC 3239 je nepravilna galaktika u zviježđu Lavu.

## Vanjske poveznice
- SEDS: NGC 3239
- (eng.) Revidirani Novi opći katalog
- (eng.) Izvangalaktička baza podataka NASA-e i IPAC-a
- (eng.) Astronomska baza podataka SIMBAD
- (eng.) VizieR